# Алібек-Ходжі Алданов
Алібек-Ходжі Алданов (*1855 — †9 березня 1878) — керівник антиколоніального повстання в Чечні у квітні-жовтні 1877 року. Чеченець, селянин родом з аулу Зандак в Ічкерії. Був проголошений імамом Чечні. Після придушення повстання за рішенням військово-польового суду Алібека-Ходжу повісили в Грозному разом з десятьма іншими керівниками повстання.